# F-Zero GX
F-Zero GX (エフゼロ ジーエックス?, Efu Zero Jī Ekkusu, F-ZERO GX) è un videogioco del genere simulatore di guida futuristico pubblicato nel 2003 dalla Nintendo per Nintendo GameCube. Prodotto con la collaborazione di SEGA, è il quarto capitolo della serie F-Zero.
Per la prima volta lo sviluppo di un episodio della serie, tradizionalmente effettuato da Nintendo stessa, venne affidato a una casa di sviluppo esterna, la Amusement Vision, uno studio di Ōta appartenente alla SEGA.

## Trama
Mentre Black Shadow corre con la sua Black Bull, un'altra vettura lo tampona. Nonostante i tentativi di allontanarsi, la Black Bull viene distrutta con Black Shadow che cammina a stento. A un certo punto, un personaggio misterioso lo prende e gli dice che dovrà vincere il Grand Prix o la pagherà cara. Un po' di tempo dopo, a Mute City, Captain Falcon si allena insieme alla Blue Falcon tramite un simulatore. Dopo aver completata la simulazione, Falcon nota Black Shadow in televisione che dice che la cintura del Grand Prix sarà sua. A questo punto, Falcon se ne va.
Mentre girovaga nel Red Canyon, Falcon viene circondato dai banditi comandati da Samurai Goroh che lo vuole sfidare in una gara dove il premio in palio è la macchina dello sconfitto. Falcon batte la Fire Stingray di Goroh e quest'ultimo dice che al Grand Prix avrà la vendetta. Falcon ritorna a Mute City e si ferma in un bar dove i piloti possono gareggiare e fare scommesse. Silver Neelson riconosce Falcon e gli chiede di gareggiare nella prossima gara dove il montepremi è di un milione di crediti. Sotto mentite spoglie, Falcon vince e Silver gli dona metà del bottino ma, appena sente la notizia di Black Shadow creare scompiglio a Lightning, Falcon lo lascia e si dirige a Lightning.
Mentre Falcon si dirige a Lightning, la Bloody Chain, la gang di Micheal Chain, rallenta la Blue Falcon. Dopo aver distrutto ogni Wild Boar della gang, Falcon li supera e la gang, umiliata, abbandona Micheal. 
Dopo aver raggiunto Lightning, Falcon incontra John Tanaka che gli dice che Jody Summer è ancora nell'edificio. Dopo averla portata nella Blue Falcon, Falcon scappa dall'edificio, che era in procinto di esplodere, e la porta da Tanaka. Falcon vede Black Shadow creare ancora confusione. Grazie ai suoi poteri oscuri, Black Shadow intrappola Falcon e fa uscire il suo clone malvagio, Blood Falcon, che gli mette nella Blue Falcon una bomba sensibile alla velocità. Falcon si libera e, dopo una corsa precipitosa, riesce a liberarsi della bomba.
Falcon arriva alla linea di partenza del Grand Prix dove incontra Black Shadow, che è sorpreso di vederlo ancora vivo. Dopo aver vinto il Grand Prix, Falcon prende l'agognata cintura ma, all'improvviso, riappare il personaggio già mostratosi all'inizio che disintegra Black Shadow. Il personaggio misterioso dice di chiamarsi Deathborn e che vuole sfidare Falcon. Falcon giunge a una pista situata sottoterra e lì trova Deathborn che ha la cintura vinta nell'altro mondo. Le due cinture si uniscono in una sola cintura che dona grandi poteri a chi la indossa. Falcon vince la gara e Deathborn, sconvolto per aver perso, cosa che non gli era mai successa prima, finisce nella lava sottostante. Dopo aver preso la cintura, Falcon dice che farà di tutto per non perderla.
Dopo essere tornato alla base, Falcon scopre che nella cintura ci sono tre esseri che si fanno chiamare Il Creatore. Essi dicono che Deathborn era il loro capolavoro e che hanno pianificato tutto nonostante non si conoscano i motivi. Ora vogliono usare Falcon come nuova marionetta per i loro piani, ma Falcon riesce a sconfiggerli. Alla fine, Falcon toglie il suo casco ed esce dalla sua base.

## Modalità di gioco
L'utilizzo delle tre dimensioni non fu una novità per la saga di F-Zero quando venne pubblicato il gioco, l'episodio non sconvolge infatti i tradizionali schemi di gioco. I comandi sono piuttosto intuitivi ma non per questo poco profondi, si gode un perfetto controllo della vettura in ogni momento e il sistema di controllo risulta molto preciso. L'azione si svolge sullo schermo ad una velocità folle (per l'epoca la fluidità e la velocità dell'azione hanno fatto gridare al miracolo nonostante il gioco non fosse completamente privo di rallentamenti) ed esige una precisione millimetrica nei movimenti del giocatore nonché prontezza di riflessi, cosa che rende il gioco frustrante per alcuni giocatori.
- Gran Premio: in questa modalità di gioco si prende parte ad uno dei cinque gran premi disponibile ad uno dei quattro livelli di difficoltà. Questo è l'elenco dei gran premi e delle piste che comprendono e loro ambientazioni:

|    | COPPA RUBINO  |               |  | COPPA ZAFFIRO |               |  | COPPA SMERALDO |                 |  | COPPA DIAMANTE |                 |  | COPPA AX      |               |
| -- | ------------- | ------------- |  | ------------- | ------------- |  | -------------- | --------------- |  | -------------- | --------------- |  | ------------- | ------------- |
| #  | Ambientazione | Nome Pista    |  | Ambientazione | Nome Pista    |  | Ambientazione  | Nome Pista      |  | Ambientazione  | Nome Pista      |  | Ambientazione | Nome Pista    |
| 1º | Mute City     | Twist Road    |  | Big Blue      | Drift Highway |  | Fire Field     | Cylinder Knot   |  | Cosmo Terminal | Trident         |  | Mute City     | Sonic Oval    |
| 2º | Casino Palace | Split Oval    |  | Port Town     | Aero Dive     |  | Green Plant    | Intersection    |  | Sand Ocean     | Lateral Shift   |  | Aeropolis     | Screwdrive    |
| 3º | Sand Ocean    | Surface Slide |  | Green Plant   | Mobious Ring  |  | Casino Palace  | Double Branches |  | Fire Field     | Undulation      |  | Outer Space   | Meteor Stream |
| 4º | Lightning     | loop Cross    |  | Port Town     | Long Pipe     |  | Lightning      | Half Pipe       |  | Aeropolis      | Dragon Slope    |  | Port Town     | Cylinder Wave |
| 5º | Aeropolis     | Multiplex     |  | Mute City     | Serial Gaps   |  | Big Blue       | Ordeal          |  | Phantom Road   | Slim-Line Slits |  | Lightning     | Thunder Road  |
| 6º |               |               |  |               |               |  |                |                 |  |                |                 |  | Green Plant   | Spiral        |

Le piste dell'ultimo gran premio sono presenti sotto forma di bonus: per ottenerle è necessario sbloccarle portando a termine alcuni obiettivi segreti.
- Storia: in questa modalità si è chiamati ad affrontare delle sfide nei piani di Capitan Falcon. L'azione si svolge attraverso nove missioni.
- Time Attack: in questa modalità si affrontano le pista disponibili in solitario cercando di fare dei tempi sempre minori. È possibile sbloccare lo staff fantasma dei programmatori del gioco per poterli sfidare sulle loro stesse piste.
- Garage: qui è possibile creare la propria vettura usando alcuni dei pezzi sbloccabili presenti all'interno del gioco creando anche degli adesivi personalizzati.
- Multiplayer: in questa modalità si possono sfidare fino a tre amici, in questo caso si nota un drastico calo della qualità grafica per evitare possibili rallentamenti.
- Pratica: in questa modalità si possono percorrere in tutta tranquillità le piste sbloccate.

Nelle modalità Pratica e Multiplayer è possibile attivare un'opzione che permette il reinserimento della vettura in pista in caso di distruzione. In questo caso la vettura verrà ripristinata da una specie di UFO guidato da tre Chao, personaggi tipici degli episodi più recenti della saga di Sonic.

## Personaggi
Nel gioco sono presenti complessivamente 41 piloti, ciascuno con una propria vettura che tende a rispecchiare il carattere del pilota. Gli ultimi sette personaggi (in ordine numerico) non sono disponibili subito.

### 00: Deathborn
Campione di F-Zero dell'altro mondo, è un personaggio così tenebroso che perfino Black Shadow trema al suo pensiero. Il suo nome deve al fatto che morì tre volte ma riuscì a rinascere, impiantando parti meccaniche al suo corpo diventando immortale. Dopo l'incidente di quattro anni fa, molti piloti sparirono e il sospetto principale era proprio Deathborn. Il suo obbiettivo è di acquisire un potere in grado di decidere la vita, o la morte, di ogni pianeta o stella. La sua vettura è la Dark Schneider soprannominata "le Ali dell'Oscurità": Un veicolo piuttosto stabile nonostante la tremenda accelerazione.

### 01: Mighty Gazelle
Mighty Gazelle fu colui che riportò i danni più gravi nell'incidente di quattro anni fa. La Cyber Stick Inc. riuscì a farlo sopravvivere trasformandolo in un cyborg. Grazie al suo nuovo corpo, ignorò coloro che negarono la sua partecipazione, avendo parti meccaniche, e continuò a gareggiare senza paura della morte. La sua vettura è la Red Gazelle ed è anch'essa creata dalla Cyber Stick Inc: Un veicolo poco resistente ma dotato di un turbo molto potente.

### 02: Jody Summer
Jody è un membro della Federazione Galattica di cui John Tanaka ne è innamorato. Nonostante la sua inesperienza nel mondo delle corse, la sua abilità nel controllare la velocità gli ha procurata non pochi rivali. La sua vettura è la White Cat, un veicolo creato per contrastare ogni tipo d'ambiente: Un veicolo veloce ma poco manovrabile.

### 03: Dr. Stewart
Il dr. Robert Stewart è il figlio di Kevin Stewart, noto dottore nonché esperto pilota di F-Zero. Grazie alle sue abilità di dottore, riuscì a curare le vittime dell'incidente di quattro anni fa senza creare vittime. Il suo veicolo è il Golden Fox, lo stesso veicolo di suo padre: Un veicolo fragile e lento ma dotato di ottima manovrabilità e ottimo turbo.

### 04: Baba
Nato nelle foreste di Giant, Baba venne reclutato dal Comitato di Selezione Piloti F-Zero. Grazie ai suoi istinti da animale e da un corpo ben tonificato, Baba diventò un abile pilota ma è molto sicuro di sé e viene considerato uno spaccone. Il suo veicolo è l'Iron Tiger, costruito per allenare i giovani piloti di F-Zero: Un veicolo con ottima velocità di punta e manovrabilità ma con scarsa accelerazione.

### 05: Samurai Goroh
Capo di una banda di pirati spaziali nonché cacciatore di taglie ma, ultimamente, Falcon riesce a ottenere i lavori più ricchi rendendolo il suo acerrimo nemico. Il suo veicolo è lo Fire Stingray, un veicolo creato da Toraemon Echigoya: Un veicolo veloce e manovrabile ma è uno dei più scarsi in fatto di accelerazione.

### 06: Pico
Pico è un alieno del pianeta Death Wind e ha la bellezza di 124 anni anche se, per la sua razza, è ancora un adolescente. È un noto assassino che lavora nell'Unità di Combattimento Speciale dell'Armata di Poripoto e viene considerato il responsabile dell'incidente di quattro anni fa poiché è noto per essere un pilota aggressivo ma questo non gli impedisce di partecipare alle corse. Il suo veicolo è il Wild Goose, appartenuto al Generale Repeat prima di ritirarsi: un veicolo resistente e veloce ma i suoi difetti sono la scarsa accelerazione, il turbo scarso e la manovrabilità molto sensibile.

### 07: Captain Falcon
Il protagonista del gioco nonché una delle icone più note della Nintendo. È un cacciatore di taglie di Port Town ma è anche un esperto pilota di F-Zero. Il suo veicolo è il Blue Falcon: Un veicolo bilanciato dove l'unico punto debole è la scarsa resistenza.

### 08: Octoman
Octoman è un polpo umanoide e rappresentante del pianeta natale Takora che si trova nel mezzo di una crisi economica e diplomatica. Sperando in un futuro prosperoso per Takora, Octoman partecipa al F-Zero con la sua vettura, il Deep Claw: Un veicolo bilanciato con ottima manovrabilità.

### 09: Mr. EAD
Mr. EAD è un androide creato dal misterioso gruppo EAD. Ha superato molti test tra cui: combattimento, attività di spionaggio, esami da college e altro. L'ultimo test che deve superare è quello di vincere l'F-Zero e se vincesse, avranno creato l'androide perfetto. Assomiglia molto a Super Mario per via dei suoi baffi, per una stella situata nella cintura e per la sua passione per il cibo italiano. Inoltre, il nome EAD è un riferimento alla Nintendo EAD (Entertainment Analysis and Development). Il suo veicolo è la Great Star, veicolo creato da Shiggs Mapone, di cui si dice sia il capo del gruppo EAD: dotato di grande accelerazione e turbo ma, per il resto, è molto scarso.

### 10: James McCloud
James è il leader della squadra di volo Galaxy Dogs. Quando non è in servizio, partecipa al F-Zero con la Little Wyvern, un veicolo creato dalla Space Dynamics, la stessa compagnia che crea le navette da combattimento: Un veicolo molto leggero dotato di scarsa accelerazione e turbo ma con un'ottima velocità di punta. Questo personaggio è un richiamo al padre di Fox McCloud della serie Star Fox e la Little Wyvern assomiglia molto all'Arwing della stessa serie.

### 11: Billy
Cresciuto nell'impianto di ricerca Mad Baboon, Billy è conosciuto per essere la prima scimmia a correre al F-Zero. Curiosamente, uno degli antenati di Billy fu la prima scimmia ad essere andata sullo spazio. Il suo veicolo è il Mad Wolf, un veicolo creato apposta per Billy: Un veicolo bilanciato ma con una manovrabilità poco stabile.

### 12: Kate Alen
Kate Alen è una cantante di colore famosa per la sua voce e per i suoi movimenti di ballo. Venne scelta come cantante per le cerimonie degli F-Zero e, col passare del tempo, cominciò a interessarsi della competizione. Il suo veicolo è il Super Piranha, veicolo creato dal Team Power Boys su richiesta della stessa Kate: un veicolo con una manovrabilità poco stabile.

### 13: Zoda
Proveniente dal pianeta Uma-41, Zoda è il leader della Coalizione Zolorkiana e ha tentato numerose volte di conquistare la Terra e di colonizzarla ma viene sempre fermato da Super Arrow e, una sola volta, da Captain Falcon. Ha un carattere dissennato causato da una macchina che gli inietta adrenalina e dopamina. Il suo veicolo è il Death Anchor, un missile balistico rubato e modificato per le corse: È uno dei veicoli più veloci del gioco ma è anche molto fragile.

### 14: Jack Levin
Jack Levin è un ex-membro di un famoso gruppo pop che ha lasciato la sua casa discografica per gareggiare al F-Zero. Molte fan di F-Zero sono anche fan di Jack e ogni prodotto con la sua faccia viene comprato subito. Anche se molta gente parla solo della sua popolarità, le sue abilità di guida sono degne di nota. Il suo veicolo è l'Astro Robin, creato dal Team Lightning Bolt: Ha l'accelerazione più veloce del gioco ma lo scompensa una velocità di punta bassa e una resistenza scarsa.

### 15: Bio Rex
Bio Rex è un dinosauro creato geneticamente dalla Keerlon Corporation usando il DNA di un uovo di dinosauro fossilizzato. Grazie alla genetica, Bio Rex ha un cervello sviluppato simile a quello umano e gareggia all'F-Zero per dimostrare di essere superiore agli umani. Il suo veicolo è il Big Fang, un veicolo creato apposta per Bio Rex e per le sue tendenze aggressive: Un veicolo molto veloce ma scarso negli altri fattori.

### 16: The Skull
200 anni fa, Sterling LaVaughn fu il più famoso pilota di F-MAX, competizione molto simile a quella di F-Zero. La Anubis Company, grazie alla scienza e alla magia nera, fece resuscitare LaVaughn, che ora gareggia, col nome di The Skull, a F-Zero con il Sonic Phantom, un veicolo creato anch'esso dalla Anubis Company: È uno dei veicoli più forti del gioco anche se ha una scarsa resistenza.

### 17: Antonio Guster
Ex-braccio destro di Samurai Goroh, quest'ultimo lo tradì e lo abbandonò nelle mani della Polizia. Dopo il suo rilascio, Antonio progetta di vendicarsi di Goroh durante l'F-Zero. Il suo veicolo è il Green Panther, veicolo creato da Toraemon Echigoya: È dotato di grande accelerazione e di grande turbo ma ha una velocità di punta bassa ed è poco manovrabile.

### 18: Beastman
Christopher Annex ebbe un'infanzia traumatica a causa di un incontro ravvicinato con un coccodrillo gigante sul pianeta White. Per nascondere la sua naturale timidezza, Christopher decide di diventare "Beastman" e di indossare un costume che ricorda quello di un dinosauro. Le sue abilità di cecchino e le tendenze aggressive l'hanno aiutato a uccidere le bestie che anni fa gli facevano paura. Dopo aver ucciso tutte le bestie pericolose del suo pianeta natale, Beastman decide di partecipare al F-Zero per farsi sponsorizzare e avere un po' di clientela. Il suo veicolo è l'Hyper Speeder, un vecchio caccia spaziale modificato dal Dr. Clash per renderlo adatto alla corsa: È molto veloce e manovrabile ma è molto lento in accelerazione ed è poco resistente.

### 19: Leon
Leon è un lupo antropomorfo proveniente dal pianeta Zou, un pianeta martoriato dalla guerra. Grazie ai suoi riflessi veloci e ai suoi istinti naturali, è un pilota da tenere d'occhio. Vuole vincere il premio per dare una speranza ai bambini poveri di Zou. Il suo veicolo è lo Space Angler, precedentemente appartenuto a un eroe di Zou: È veloce e manovrabile ma, per il resto, non è niente di speciale.

### 20: Super Arrow
Super Arrow è un supereroe che difende che la Terra da Zoda. Quando scopre che Zoda partecipa al F-Zero decide di iscriversi ma, poiché non ha mai guidato, ha dovuto prendere la patente per partecipare. Di solito, è impassibile contro i criminali ma, di fronte a sua moglie Mrs. Arrow, è molto docile. Il suo veicolo è il King Meteor, creato dal professor Hollow, responsabile dell'equipaggiamento di Super Arrow: Ha un'ottima accelerazione e turbo a scapito della resistenza.

### 21: Mrs. Arrow
Monique L'amoreaux è nata in una famiglia molto ricca sulla Terra. A differenza di suo marito, Mrs. Arrow ha più esperienza col mondo di F-Zero e decide di usare le sue abilità per aiutare Super Arrow a vincere l'F-Zero. Il suo veicolo è la Queen Meteor, anch'esso creato dal professor Hollow: È uguale al King Meteor con la differenza che ha più velocità di punta.

### 22: Gomar & Shioh
Sul pianeta Huckmine, i Furikake hanno la tradizione di scegliere il proprio partner e di condividere la vita con quest'ultimo fino a quando non si sposeranno. Gomar è basso ma molto intelligente mentre Shioh è alto e forzuto. Entrambi vivono insieme e invidiano l'altro. Presto i due si sposeranno e hanno deciso di correre per l'ultima volta prima di avere i loro nuovi partner. Il loro veicolo è il Twin Noritta, un veicolo dotato di due posti di guida: È il veicolo più leggero del gioco e questo lo compensa un'ottima accelerazione e turbo ma non la velocità di punta e resistenza.

### 23: Silver Neelsen
Silver Neelsen è conosciuto come il pilota più vecchio di F-Zero grazie ai suoi 98 anni. Spera di vincere l'F-Zero dopo tutti questi anni e pensa di gareggiare anche dopo i 100 anni. Il suo veicolo è il Night Thunder, creato da Gold Hand, vecchio amico di Silver: Un veicolo dove gli unici punti forti sono il turbo e l'accelerazione.

### 24: Michael Chain
Leader di una gang conosciuta come Bloody Chain che, anni fa, aveva ben 10,000 membri. Michael gareggia al F-Zero con l'intenzione di rappresentare la gang e di ottenere fondi ma la mancanza di vittorie fa perdere rispetto e membri e, se continua così, la gang verrà sciolta tra un paio d'anni. Il suo veicolo è il Wild Boar, creato dalla Asteroid Motors: Veicolo bilanciato con una pessima accelerazione come pecca.

### 25: Blood Falcon
Blood Falcon è un clone di Captain Falcon creato tramite il suo DNA. Sa fare qualsiasi cosa fa Captain Falcon ed obbedisce ad ogni ordine di Black Shadow. Il suo veicolo è Blood Hawk, chiamato Hell Hawk nella versione giapponese: Veicolo dove gli unici punti forti sono l'accelerazione e il turbo.

### 26: John Tanaka
John è un meccanico della Federazione Spaziale Galattica e lavora nella stessa unità di Jody Summer, di cui è innamorato. Dopo aver sentito parlare di Jody partecipare all'F-Zero, John decide di fare la stessa cosa per proteggerla. Se dovesse vincere l'F-Zero, John potrebbe anche dichiarare di fronte a Jody. Il suo veicolo è il Wonder Wasp, creato dallo stesso John come hobby: Veicolo bilanciato con ottima manovrabilità e accelerazione.

### 27: Draq
Bellonngian Draquillie, o semplicemente Draq, lavora come corriere insieme a Roger Buster ed è un grande fan di F-Zero. Un giorno, vennero trovati due veicoli da F-Zero senza mittente e senza destinatario. Non volendo perdere l'occasione della sua vita, Draq convince Roger a partecipare all'F-Zero con i due veicoli. Il suo veicolo è il Mighty Typhoon, un veicolo molto leggero nonostante l'enorme stazza di Draq: È molto maneggevole, ma dispone di scarsa resistenza.

### 28: Roger Buster
Al contrario di Draq, Roger s'interessa più del suo lavoro di corriere che dell'F-Zero. Un giorno, vennero trovati due veicoli da F-Zero e, su consiglio di Draq, decide di partecipare per consegnarlo ai veri mittenti. Il suo veicolo è il Mighty Hurricane, molto simile al Mighty Typhoon ma di colore azzurro: È molto più bilanciato rispetto a quest'ultimo, ma anch'esso dispone di una scarsa resistenza.

### 29: Dr. Clash
Theodore Clash è un ingegnere di F-Zero che sogna di partecipare alla medesima competizione. Per rimediare alle sue deficienze atletiche, ha costruito un paio di mani artificiali. Il suo veicolo è il Crazy Bear, veicolo creato dal Dr. Clash stesso: È lento e poco manovrabile, ma ha un'ottima accelerazione e ottimo turbo.

### 30: Black Shadow
Uno dei criminali più ricercati dalla Federazione Galattica. Si tratta dell'acerrimo nemico di Captain Falcon poiché lui sconfisse tutti i suoi scagnozzi e rovinò tutti i suoi piani. Partecipa all'F-Zero per sconfiggere Captain Falcon davanti ai milioni di spettatori che guardano. Il suo veicolo è il Black Bull, veicolo creato dalla BS Group, organizzazione segreta comandata da Black Shadow; è il veicolo più veloce del gioco ma dispone di bassa accelerazione.

### 31: Don Genie
Don Genie è il grande leader dei commercianti ed è estremamente ricco. Nonostante questo, viene arrestato molte volte per commercio illegale di fonti energetiche ed armi e ha dovuto sborsare un po' di fortune per essere a piede libero. Porta rispetto agli altri piloti di F-Zero e pensa che Captain Falcon abbia del potenziale. Si dice che Genie abbia dei collegamenti con Black Shadow. Il suo veicolo è il Fat Shark, il quale Genie ha speso una fortuna per crearlo: È il veicolo più pesante del gioco ed è molto resistente oltre ad avere un turbo molto potente. La sua velocità di punta è seconda solo a quella della Black Bull, il veicolo di Black Shadow.

### 32: Digi-boy
Terry Getter è uno studente della Einstein Academy e viene soprannominato Digi-boy perché non c'è nessun dispositivo tecnologico che lui non riesce a maneggiare, oltre ad averne alcuni creati da lui stesso. Prima di partecipare all'F-Zero, ha osservato ogni gara per perfezionare il suo veicolo, la Cosmic Dolphin, creata da Digi-boy stesso: eccelle solo in turbo e manovrabilità.

### 33: Dai San Gen
Questo trio proviene dal pianeta Shimar dove i suoi abitanti hanno l'età media di 200 anni, hanno la statura bassa anche quando raggiungono l'età adulta e possono usare la telepatia per comunicare. Dai, San e Gen fanno un grande lavoro di squadra e riescono a maneggiare il veicolo come se fossero un solo pilota. Dai si occupa della manovrabilità, San della navigazione e Gen di accelerare e frenare. Il loro veicolo è il Pink Spider, creato dal Professor Tsumo Reach, zio dei tre piloti: È il veicolo più maneggevole del gioco.

### 34: Spade
Spade lavora nel circo e si dimostra un mago molto abile. A renderlo "alieno" è il fatto di avere un piccolo globo al posto dell'addome e nessuno, nemmeno i suoi colleghi, sa cosa c'è dietro la maschera. Partecipa all'F-Zero per aiutare il circo che si trova in una crisi economica e guida in una maniera spettacolare quanto rischiosa. Il suo veicolo è il Magic Seagull, creato da Spade e dagli amici del circo: Veicolo che dispone di un ottimo turbo in cambio della velocità di punta bassa.

### 35: Dai Goroh
Dai Goroh è il figlio unico di Samurai Goroh e adora fare scherzi a suo padre e andare in giro agitando la sua spada. Si dimostra essere più abile di suo padre, anche se lo rispetta molto, e si iscrive all'F-Zero per dimostrare di essere un pilota eccellente. Il suo veicolo è il Silver Rat, un altro dei veicoli creati da Toraemon Echigoya. Il suo unico punto forte è la manovrabilità.

### 36: Princia Ramode
Proveniente dal pianeta desertico Magica, Princia è la principessa di un regno la cui tecnologia è avanzata. La sua curiosità la porta ad affrontare grossi rischi e, prima di diventare regina, Princia decide di viaggiare con i suoi servitori per la galassia sperando così di diventare più saggia. Dopo essere arrivata sulla Terra, nota l'F-Zero e decide di parteciparvi. I servitori, conoscendo la curiosità della principessa, decidono di farla iscrivere. Il suo veicolo è la Spark Moon, sviluppato tramite la tecnologia avanzata di Magica: veicolo che eccelle nella manovrabilità.

### 37: Lily Flyer
Fin dalla nascita, Lily venne addestrata in maniera intensiva e, già a 14 anni, viene mandata nei conflitti come unità d'emergenza. S'iscrive all'F-Zero come allenamento per prendere decisioni veloci e per reagire subito in caso di sotto pressione. Il suo veicolo è il Bunny Flash, un prototipo di navicella terrestre modificato per le corse: È molto maneggevole malgrado la velocità di punta bassa.

### 38: PJ
PJ è uno dei migliori tassisti della galassia e lavora per la Galaxy Cab. Venne sospeso dal suo capo perché voleva un aumento e, siccome non ha niente da fare, decide di partecipare all'F-Zero. Il suo veicolo è il Groovy Taxi, il taxi di PJ modificato da quest'ultimo per le corse: Veicolo che eccelle nella manovrabilità

### 39: QQQ
QQQ era un robot in avaria che venne poi aggiustato da Phoenix e quindi diventa il suo aiutante. QQQ dispone di dati che gli permettono di viaggiare nel tempo e ha anche dei file molto importanti ma, essendo danneggiato in precedenza, non riesce ad accedere alla sua memoria. Il suo veicolo è il Rolling Turtle, creato da Phoenix per assisterlo all'F-Zero: Veicolo bilanciato con una grande resistenza a scapito dell'accelerazione.

### 40: Phoenix
Phoenix è un poliziotto del ventinovesimo secolo e ha l'ordine di fermare i criminali che viaggiano nel tempo onde evitare cambiamenti nel futuro. Partecipa all'F-Zero per fermare un criminale la cui vittoria porterà drastici cambiamenti nel futuro. Il suo veicolo è il Rainbow Phoenix, macchina del tempo di Phoenix modificata, da quest'ultimo, per renderla adatta alle corse: Veicolo poco resistente ma molto bilanciato.

## Versione arcade

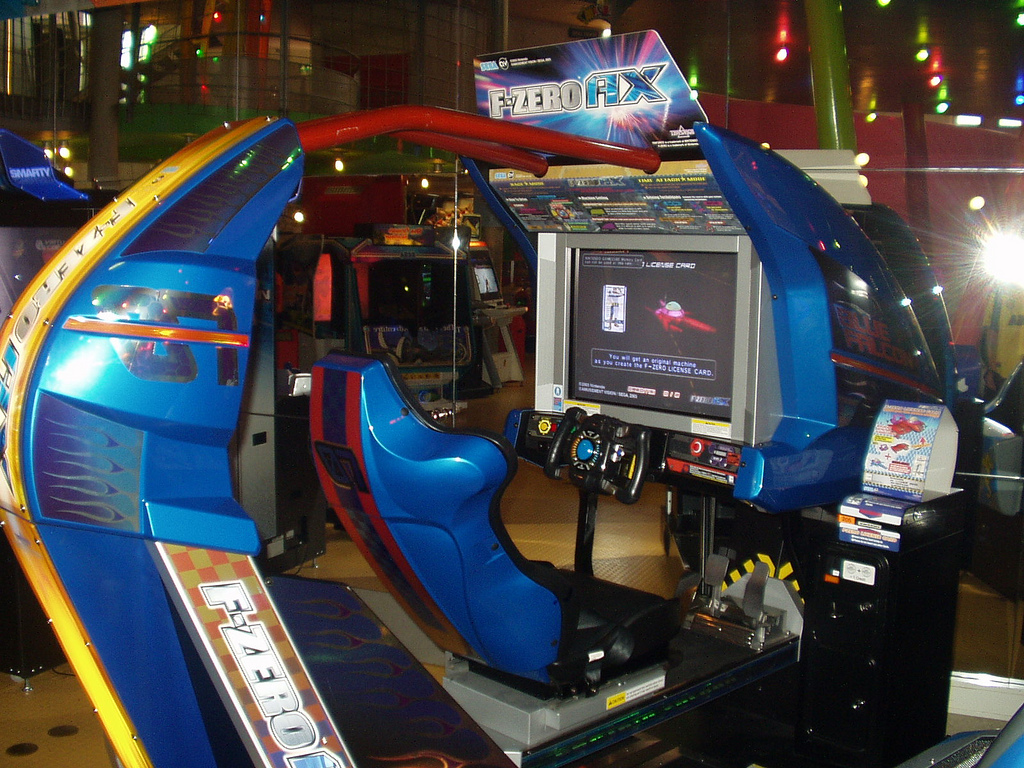
Cabinato deluxe di F-Zero AX

Il gioco si presenta in due versioni, GX e AX. La versione GX è quella casalinga per GameCube mentre F-Zero AX è la versione arcade da sala giochi; tra le due versioni è possibile scambiare i dati tramite schede a banda magnetica e ottenere bonus. Il cabinato esiste in versione base oppure deluxe, entrambe con sedile. In Occidente il cabinato non è stato largamente diffuso, tanto da risultare una vera rarità.
In F-Zero AX tutti i personaggi e i piloti sono disponibili subito.